# Tonsandhi
Unter Tonsandhi versteht man Regeln, die in  tonalen Sprachen die Aussprache verschiedener Töne beeinflussen. Das Wort Sandhi kommt aus dem Sanskrit und heißt ‚zusammenfügen‘.
So gibt es im Hochchinesisch zum Beispiel eine Regel, dass bei zwei aufeinanderfolgenden Silben im dritten Ton die erste der beiden Silben im zweiten Ton ausgesprochen wird. Die häufige Begrüßung nǐhǎo (你,  nǐ – „Du“ + 好,  hǎo – „Gut“) wird dann als níhǎo ausgesprochen (die diakritischen Zeichen markieren den Ton, siehe Pinyin).
Siehe auch: Töne des Hochchinesischen